# Ramapuram (Tamil Nadu)
Ramapuram es una ciudad censal situada en el distrito de Chennai en el estado de Tamil Nadu (India). Su población es de 52295 habitantes (2011). Se encuentra a 36 km de Tiruvallur y a 13 km de Chennai.

## Demografía
Según el censo de 2011 la población de Ramapuram era de 52295 habitantes, de los cuales 26651 eran hombres y 25644 eran mujeres. Ramapuram tiene una tasa media de alfabetización del 91,29%, superior a la media estatal del 80,09%: la alfabetización masculina es del 94,76%, y la alfabetización femenina del 87,58%.